# Viaduc de la Perrière
Pour les articles homonymes, voir La Perrière.
Le viaduc de la Perrière est un viaduc ferroviaire situé à Coutansouze, dans le département français de l'Allier.

## Localisation
Le viaduc se trouve à l'est du bourg de Coutansouze, à une altitude d'environ 438 m. Il permet à la ligne de chemin de fer de Commentry à Gannat de traverser le vallon formé par le ruisseau de la Plaine, également dit de Lapeyrière, affluent du Belon. Il est situé à environ 1,5 km à l'est du viaduc du Belon.

## Description
Le viaduc de la Perrière est construit en maçonnerie. D'une longueur de 125 m et haut de 34 m, il comporte 8 arches d'une portée de 12 m. Il a une forme courbe.

## Historique
Le viaduc a été construit entre 1868 et 1871 et mis en service en juin 1871. Il a été conçu, comme plusieurs ouvrages de la ligne, par Wilhelm Nördling pour la Compagnie du chemin de fer de Paris à Orléans.
À la différence de plusieurs autres viaducs de la ligne, il n'est pas protégé au titre des monuments historiques.